# Francisco Rotllán
Francisco Rotllán Zavala (Irapuato, México, 6 de enero de 1970) es un exfutbolista profesional de México. Jugó como delantero durante su carrera. Fue miembro de la selección de fútbol de México que compitió en los Juegos Olímpicos de Barcelona 1992 en Barcelona, España.

## Trayectoria
Delantero que Inició su carrera surgido de las Fuerzas Básicas del Irapuato en su ciudad natal donde debuta muy joven en que debutó en la temporada 87-88. Ha militado en muchos equipos entre los que se encuentran Irapuato,y el Puebla Fútbol Club se retira muy temprano debido a no encontrar club ha encabezado también las directivas del Puebla y el San Luis.
después de relevantes actuaciones en su club de ese tiempo es llamado para formar parte de los 20 jugadores que representaron a México en los Juegos Olímpicos de Barcelona 1992 en Barcelona, España.

### Clubes
| Club           | País   | Año         |
| -------------- | ------ | ----------- |
| Irapuato F.C.  | México | 1987 - 1991 |
| Puebla F.C.    | México | 1991 - 1995 |
| Zacatepec      | México | 1995 - 1996 |
| Puebla F.C.    | México | 1996 - 1997 |
| C.F. Monterrey | México | 2000        |

## Estadísticas

### Clubes
| Irapuato F.C. · México              |               |               |     |    |    |    |   |    |     |      |      |
| 1ª                                  | 1987-88       | 2             | 0   | -  | -  | -  | - | 2  | 0   | 0    |      |
| 1ª                                  | 1988-89       | 19            | 3   | 5  | 3  | -  | - | 24 | 6   | 0.25 |      |
| 1ª                                  | 1989-90       | 4             | 0   | 0  | 0  | -  | - | 4  | 0   | 0    |      |
| 1ª                                  | 1990-91       | 16            | 3   | 4  | 0  | -  | - | 20 | 3   | 0.15 |      |
| Total club                          | Total club    | 41            | 6   | 9  | 3  | -  | - | 50 | 9   | 0.18 |      |
| Puebla F.C. · México                |               |               |     |    |    |    |   |    |     |      |      |
| 1ª                                  | 1991-92       | 15            | 3   | 6  | 4  | -  | - | 21 | 7   | 0.33 |      |
| 1ª                                  | 1992-93       | 22            | 10  | -  | -  | -  | - | 22 | 10  | 0.45 |      |
| 1ª                                  | 1993-94       | 0             | 0   | -  | -  | -  | - | 0  | 0   | 0    |      |
| 1ª                                  | 1994-95       | 13            | 2   | 1  | 0  | -  | - | 14 | 2   | 0.14 |      |
| 1ª                                  | 1996-97       | 23            | 3   | 4  | 2  | -  | - | 27 | 5   | 0.19 |      |
| 1ª                                  | 1997-98       | 2             | 0   | -  | -  | -  | - | 2  | 0   | 0    |      |
| Total club                          | Total club    | 75            | 18  | 11 | 6  | -  | - | 86 | 24  | 0.28 |      |
| C. Zacatepec · México               |               |               |     |    |    |    |   |    |     |      |      |
| 2ª                                  | 1995-96       | 36            | 15  | 1  | 1  | -  | - | 37 | 16  | 0.43 |      |
| Total club                          | Total club    | 36            | 15  | 1  | 1  | -  | - | 37 | 16  | 0.43 |      |
| C.F. Monterrey · México             |               |               |     |    |    |    |   |    |     |      |      |
| 1ª                                  | 1999-00       | 1             | 0   | -  | -  | -  | - | 1  | 0   | 0    |      |
| Total club                          | Total club    | 1             | 0   | -  | -  | -  | - | 1  | 0   | 0    |      |
| Total carrera                       | Total carrera | Total carrera | 163 | 39 | 21 | 10 | - | -  | 184 | 49   | 0.27 |
| (1)Incluye datos de la Copa México. |               |               |     |    |    |    |   |    |     |      |      |

## Selección nacional

### Categorías menores
Sub-23
Fue miembro de la selección mexicana que compitió en las Olimpiadas de 1992 donde jugó los tres encuentros marcando dos goles, uno en el primer partido frente Dinamarca y uno en el último juego frente Ghana, sin embargo fueron eliminados en la primera fase.
Participaciones en Juegos Olímpicos
| Torneo                   | Sede   | Resultado    |
| ------------------------ | ------ | ------------ |
| Juegos Olímpicos de 1992 | España | Primera fase |

Encuentros
| # | Fecha               | Rival     | Sede      | Estadio               | Resultado | Goles   | Competición              |
| - | ------------------- | --------- | --------- | --------------------- | --------- | ------- | ------------------------ |
| 1 | 26 de julio de 1992 | Dinamarca | Zaragoza  | Estadio La Romareda   | 1 - 1     | Anotado | Juegos Olímpicos de 1992 |
| 2 | 28 de julio de 1992 | Australia | Barcelona | Estadio de Sarrià     | 1 - 1     |         | Juegos Olímpicos de 1992 |
| 3 | 30 de julio de 1992 | Ghana     | Sabadell  | Estadi Nova Creu Alta | 1 - 1     | Anotado | Juegos Olímpicos de 1992 |